# XXI. Század Intézet

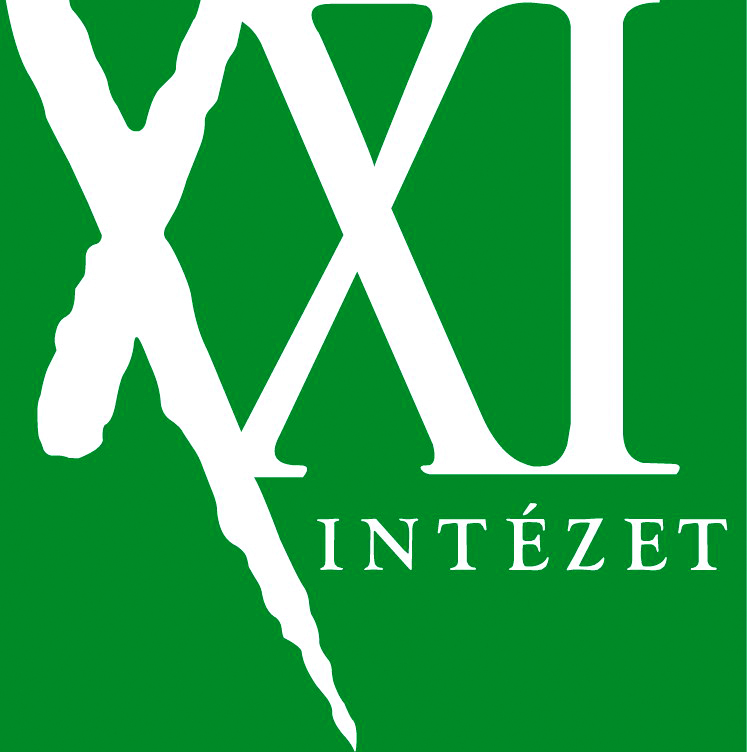
XXI. Század Intézet

A XXI. Század Intézet mint politikatudományi műhely a Közép- és Kelet-európai Történelem és Társadalom Kutatásáért Közalapítvány munkaszervezeteként jött létre 2000 őszén.
Első látványos, nyilvánosság előtti bemutatkozása a Tíz éve szabadon (Ten Years Freedom) című nagyszabású nemzetközi konferencia volt 2000 októberében. A konferencián, mely a kommunizmustól megszabadult új közép- és kelet-európai demokráciák jellemzőivel, stabilizációjának és konszolidációjának feltételeivel foglalkozott, mintegy ötven rangos külföldi politológus és történész előadó vett részt, többek között olyan "klasszikus" nevek, mint Zbigniew Brzezinski, Giovanni Sartori, Hans-Dieter Klingemann, Czeslaw Bielecki, Vlagyimir Konsztantyinovics Bukovszkij, Jerzy Wiatr, Georgi Karasimeonov, L. Lawson, Norman Podhoretz, Philippe C. Schmitter, Roger Scruton, Lawrence Whitehead. A magyar résztvevők között szerepelt Orbán Viktor, Hankiss Elemér, Körösényi András, Tőkéczki László, Schmidt Mária, Schlett István, Stumpf István és még sokan mások.
Az Intézet olyan tudományos keretintézmény kíván lenni, amely nem elsősorban belső munkatársakat foglalkoztat, hanem ösztöndíjak és egyéb támogatási formák révén hozza létre "holdudvarát", tudományos tevékenységének bázisát. Az elmúlt évek során, amíg az anyagi források lehetővé tették, több pályázatot írtak ki senior (gyakorló) kutatók és junior (egyetemi és PhD-hallgató) kutatók számára. Mintegy 120 senior és 70-80 junior pályázó kapott az intézettől ösztöndíjat. Ezt a tevékenységet azonban 2003-ban az állami támogatás radikális csökkenése miatt fel kellett függeszteni.
A XXI. Század Intézet karakterét tekintve olyan tudományos keretintézet, mely kizárólag a tudományos teljesítményt tartja működése mércéjének. Azt vállalja, hogy elkötelezett egyfajta polgári és modern konzervatív értékrend mellett.

## Könyvek
- Vlagyimir Bukovszkij: A moszkvai per
- Lawrence Whitehead: Demokratizálódás. Elmélet és tapasztalat. 2001.
- Áder János: Visszaszámlálás. Budapest, 2005.
- Fricz Tamás: Az árok két oldalán (2006)
- Vargyas Zoltán (szerk.): Mihez kezdjünk vele? Kádár János (1912 - 1989). 2007.
- Kormos Valéria: Embervadászat utasításra - Jogállamiságunk igazi arca 2006-2008 Budapest (2008)
- Korrajz 2008-2009. A XXI. Század Intézet évkönyve (2009)
- Korrajz 2011. A XXI. Század Intézet évkönyve (2011)